# Claudius Charles Wilson
Claude Charles Wilson (1er octobre 1831 - 27 novembre 1863) est un colonel de l'armée des États confédérés et commandant d'une brigade pendant la guerre de Sécession. La promotion de Wilson au grade de brigadier général le 16 novembre 1863 est confirmée à titre posthume. Wilson est un avocat et solliciteur général des États-Unis pour l'est de la Géorgie avant la guerre de Sécession. Wilson meurt d'une fièvre pendant qu'il se trouve dans le camp à Ringgold, la Géorgie le 27 novembre 1863.

## Avant la guerre
Claudius C. Wilson naît le 1er octobre 1831 dans le comté d'Effingham, Géorgie. Il est le fils du Dr Josias Stewart-Wilson du comté de Libert, Géorgie, et l'arrière-petit-fils du brigadier général Daniel Stewart, un brigadier général de la milice de Géorgie qui a servi durant la guerre d'indépendance et la guerre de 1812.
Wilson est diplômé avec les honneurs de l'Emory College, à Oxford, en Géorgie, en 1851,,. Il devient avocat à Savannah, en Géorgie l'année suivante,. En 1859, il est élu solliciteur général des États-Unis pour l'est de la Géorgie, mais il démissionne en 1860 à reprendre sa pratique avec la firme de Wilson, Norwood et Lester à Savannah,,.
Wilson épouse Katharine McDuffie Morrison, le 14 septembre 1852. Ils ont quatre enfants, dont deux, John M. Wilson et Anna Belle Karow, vivent à Savannah, en Géorgie lorsque leur mère meurt en mai 1904.

## Guerre de Sécession
Claudius C. Wilson commence son service dans l'armée confédérée au cours de la guerre de Sécession comme capitaine au 25th Georgia Infantry Regiment, qu'il contribue à lever, le 9 août 1861. Il est promu colonel du régiment, le 2 septembre 1861,,,. En 1862, le régiment est stationné à des points le long des côtes de la Caroline du Sud et la Géorgie, y compris l'Île de Tybee jusqu'à ce que les confédérés l'évacuent et notamment Savannah,,,. Wilson agit en tant que commandant de brigade pendant la plus grande partie de ce temps.
Wilson devient commandant de brigade dans la division du major général William H. T. Walker en juin 1863. La division est diversement affectée au département de l'ouest en juin 1863 - juillet 1863 ; au département du Mississippi et de l'est de la Louisiane, juillet 1863 - 23 août 1863 ; au corps par Intérim du lieutenant général Daniel Harvey Hill de l'armée du Tennessee du 25 août 1863 à septembre 1863 ; au corps de réserve de l'armée du Tennessee en septembre 1863 ; au corps de l'armée du Tennessee du lieutenant général James Longstreet le 26 septembre 1863 - 12 novembre 1863 ; et au corps de l'armée du Tennessee du lieutenant général William J. hardee du 12 novembre 1863 au 27 novembre 1863,.
La brigade de Wilson est attachée au forces du général Joseph E. Johnston pour tenter de soulager le siège de Vicksburg Mississippi au début de 1863, et plus tard lors la défense de Jackson, Mississippi,,,. Après la chute de Vicksburg, la brigade de Wilson part en Géorgie où elle fait partie du corps de réserve lors de la bataille de Chickamauga,,. La conduite de Wilson se distingue lors de la bataille en lançant une contre-attaque au moment où les troupes de l'armée de l'Union ont repoussé la cavalerie confédérée du major général Nathan Bedford Forrest tôt le deuxième jour de la bataille et en capturant plusieurs pièces d'artillerie ce qui aide à donner la victoire aux confédérés,,,,. Cette conduite aboutit à des recommandations pour que Wilson soit promu brigadier général,,,,.
Claudius C. Wilson est nommé brigadier général le 16 novembre 1863, mais sa promotion n'est pas confirmée par le sénat confédéré et sa commission ne lui est pas livrée avant sa mort d'une « fièvre de camp », maintenant généralement reconnue comme le typhus, le 27 novembre 1863 à Ringgold, en Géorgie,,,. Le sénat confédéré confirme la nomination de Wilson, à titre posthume, le 17 février 1864,,,.

## Enterrement
Claude Charles Wilson est enterré dans le cimetière de Bonaventure de Savannah, en Géorgie.